# Выборы губернатора Приморского края (2023)
Выборы губернатора Приморского края 2023 года состоялись 8—10 сентября в единый день голосования.
Глава Приморья избирается сроком на пять лет. Он считается законно избранным, если получит более половины голосов избирателей, принявших участие в выборах. На 1 июля 2023 года количество избирателей в Приморском крае составляло 1 414 586 человек.

## Ход выборов
24 июля 2023 года избирком Приморского края сообщил о завершении периода регистрации кандидатов для участия в местных губернаторских выборах. Официальными претендентами на пост главы края стали: от партии «Единая Россия» —действующий губернатор Приморья Олег Кожемяко; от «Казачьей партии РФ» — руководитель её регионального отделения, президент Федерации рукопашного боя Уссурийска Денис Ковалев; ЛДПР представила депутат Думы Владивостока, президент Ассоциации рекламных компаний «Основа» Инна Кошелева; «Коммунистов России» — главный редактор в ООО «СНГ-медиа», первый секретарь краевого комитета партии Александр Андони; «Справедливую Россию — Патриоты — За правду» — депутат Находкинского городского округа, директор компании по сбору отходов ООО «ЭКО Система» Кирилл Рудюк. КПРФ отказалась выдвигать своего представителя.
Претендента от местного отделения «Российской партии пенсионеров за социальную справедливость», генерального директора ООО «НаходкаОйлБункер» Василия Сомова региональный избирком признал утратившим статус выдвинутого кандидата. Как выяснилось позже, Сомов сам обратился в Крайизбирком с заявлением о снятии своей кандидатуры.

## Результаты выборов
В выборах губернатора Приморского края приняли 655218 избирателей, что составляет более 45,5 % от их общего зарегистрированного числа. Наблюдатели работали на 1265 участках. По информации главы крайизбиркома Татьяны Гладких, жалоб на процедуру подсчёта голосов не поступало. Председатель региональной Общественной палаты Борис Ступницкий заявил, что нарушений в ходе выборов и при подсчёте голосов выявлено не было.
12 сентября 2023 избирком Приморского края утвердил окончательные результаты выборов главы региона. Победителем стал действующий губернатор Приморья Олег Кожемяко, за которого проголосовали 476584 человека — 72,78 % избирателей. Второе место завоевала Инна Кошелева с результатом 64392 человек — 9,83 %. Третье — Александр Андони, его выбрали 38892 приморца — 5,94 %. Четвертое — Кирилл Рудюк, — за него отдали свои голоса 31245 человек, что соответствует 4,77 %. Пятое место досталось Денису Ковалёву с результатом 25503 голосов — 3,89 %.
| Место | Место | Кандидат         | Голосов | %     |
| ----- | ----- | ---------------- | ------- | ----- |
|       | 1.    | Олег Кожемяко    | 476 584 | 72,78 |
|       | 2.    | Инна Кошелева    | 64 392  | 9,83  |
|       | 3.    | Александр Андони | 38 892  | 5,94  |
|       | 4.    | Кирилл Рудюк     | 31 245  | 4,77  |
|       | 5.    | Денис Ковалёв    | 25 503  | 3,89  |